# Красный Ход
Кра́сный Хо́д (осет. Сырх Ход) — село в Алагирском районе Республики Северная Осетия-Алания. Административный центр Красноходского сельского поселения. Код Федеральной налоговой службы 1514. 

## Географическое положение
Село расположено в северной части Алагирского района, на правом берегу реки Крупшдон. Находится в 4 км к северу от районного центра Алагир и в 50 км к северо-западу от Владикавказа. 

## История
В 1920 году из горного села Ход, на предгорья переселились семьи Дзугкоевых, Едзиевых и Кайтуковых. После долгих скитаний, они осели у речки Крупшдон, между Алагиром и Дигорой. 

## Население
| 2002 | 2010 | 2011 | 2012 | 2013 | 2014 | 2015 |
| ---- | ---- | ---- | ---- | ---- | ---- | ---- |
| 155  | ↘141 | →141 | →141 | ↘136 | ↘133 | ↘130 |
| 2016 | 2017 | 2018 | 2019 | 2020 | 2021 | 2023 |
| →130 | ↘129 | →129 | ↘126 | ↘125 | ↘114 | →114 |
| 2024 | 2025 |      |      |      |      |      |
| ↗115 | ↘111 |      |      |      |      |      |

Национальный состав
По данным Всероссийской переписи населения 2010 года:
| № | Национальность | Численность, чел. | Доля   |
| - | -------------- | ----------------- | ------ |
| 1 | осетины        | 133               | 94,3 % |
| 2 | русские        | 5                 | 3,5 %  |
| 3 | другие         | 3                 | 2,1 %  |

## Инфраструктура
В селении имеются ФАП и сельская администрация.

## Улицы
В селе всего 2 улицы:
- улица Алагирская
- улица Степная

## Топографические карты
- Лист карты K-38-29 Алагир. Масштаб: 1 : 100 000. Состояние местности на 1984 год. Издание 1988 г.